# Sven Trägårdh (1780–1848)
Sven Emanuel Trägårdh, född 21 mars 1780 i Lösens socken, död 16 november 1848 i Sonekulla, Bräkne-Hoby socken, var en svensk jurist och ämbetsman.
Sven Trägårdh var son till prosten Simon Trägårdh och Clara Dorothea Annerstedt. Han blev redan 1793 student vid Lunds universitet, där han 1794 avlade juristexamen. Efter tjänstgöring i Svea hovrätt blev han 1815 häradshövding i Listers och Bräkne häraders domsaga och erhöll hovrättsråds titel. Vid riksdagarna 1809–1810 och 1823 var han av Kunglig Majestät utnämnd sekreterare i bondeståndet. Då Trägårdh i juli 1809 övertog sekreterarposten i bondeståndet, hade den stora striden om privilegierna nyligen förts till slut, vilken på olika sätt de båda tidigare sekreterarna Anders af Håkansson och Karl Nikolaus Agardh att avgå. Konflikterna fortsatte dock och nådde sin kulmen då regeringens proposition om nationalbeväring lades fram. Trägårdh, vars egentliga uppgift var att bevaka regeringens intressen, fick rikligt med pengar för att driva igenom propositionen, men lyckades trots det inte stilla protesterna, och någon ordnad överläggning i frågan kom inte till stånd. Trägårdh anklagades för ha behandlat bondeståndets ledamöter som "myndlingar, siffror och ja-bönder", och en deputation av missnöjda gick till kungen, som dock gav sitt förtroende till Trägårdh. Vid riksdagen 1823 rådde större harmoni mellan Trägårdh och bondeståndet, som vid riksdagens avslutning beslöt att hemställa om tillbörlig belöning åt Trägårdh.